# میرزاعلی عباسوف
میرزاعلی عباسوف (ترکی آذربایجانی: Mirzali Abbasov؛ ۱۸۷۴ – ۳ نوامبر ۱۹۴۳) بازیگر تئاتر اهل کشور جمهوری آذربایجان در تفلیس بود.